# Caesalpinia ebano
Caesalpinia ebano là một loài thực vật có hoa trong họ Đậu. Loài này được H.Karst. miêu tả khoa học đầu tiên.